# Carlos XI da Suécia
Carlos XI (Estocolmo, 24 de novembro de 1655 – Estocolmo, 5 de abril de 1697) foi o rei da Suécia de 1660 até sua morte. Era filho único de Carlos X e Edviges Leonor de Holsácia-Gottorp, tendo ascendido ao trono com a idade de 5 anos. Durante a sua menoridade, o reino foi regido por Magnus Gabriel De la Gardie no período de 1660-1672. Ficou conhecido por ter esmagado o poder da alta nobreza e ter instaurado a monarquia absoluta, assim como por ter reorganizado e reforçado o poder militar sueco.
Carlos, único filho de Carlos X Gustavo da Suécia e de Edviges Leonor de Holsácia-Gottorp tinha apenas cinco anos quando sucedeu seu pai ao trono. Uma regência foi estabelecida sob o controle da alta nobreza, que impediu o reempossamento das alienadas terras da coroa. Apesar de Carlos ter se tornado maior em 1672, os regentes continuaram a controlar o governo; eles levaram a Suécia para a Guerra Holandesa de 1672-78 sob ordens do rei Luís XIV de França, com quem assinaram um tratado de aliança. Carlos e seus conselheiros assumiram o controle das tropas e da administração depois da derrota da Suécia na Batalha de Fehrbellin pelas forças do eleitorado de Brandemburgo em 1675, o que deu coragem à Dinamarca para invadir sua ex-província de Escânia na Suécia.
A derrota da Dinamarca pela Suécia em 1678 levou ao Tratado de Lund em 1679, pelo qual os dinamarqueses desistiriam de reivindicar Skåne. A aliança das duas nações em oposição à influência comercial holandesa na região do Báltico foi selada com o casamento entre Carlos XI e Ulrica Leonor (1680), irmã do rei Cristiano V da Dinamarca, filha de Frederico III da Dinamarca e mãe da futura Ulrica Eleonora da Suécia. Pelo Tratado de Nijmegen (1678-79), o qual marcou o fim da Guerra Holandesa, a Suécia estava apta para manter suas possessões germânicas.
Carlos e seus novos conselheiros então decidiram manter a Suécia livre de tratados de subsídio estrangeiro. O Riksdag (parlamento) de 1680 recomeçou o reempossamento das alienadas terras da coroa, e pelo final do reinado de Carlos XI a coroa aumentou sua posse de terras, entre a Suécia e a Finlândia, de 1% para mais de 30%.
O reempossamento das terras reais nas províncias bálticas cooperou para o aumento de mais da metade da receita do rei. A grande receita de estado permitia um orçamento fixo que pagava por 25 000 tropas assalariadas, bem como uma administração civil que controlava escolas e igrejas, um exército nacional de 40 000 homens e uma nova marinha capaz de competir com a da Dinamarca. Em 1693, Carlos XI recebeu poderes ilimitados para aparelhar e salvaguardar suas reformas.
Nos conflitos externos, Carlos XI e seus principais conselheiros perceberam que a balança de poder entre França, o Sacro Império Romano, o Países Baixos e Inglaterra seria a melhor proteção para os interesses da nação.
Em 1681, foi feito um tratado entre Suécia e Holanda contra o rei Luís XIV. Carlos também sentiu-se ameaçado a união entre Inglaterra e as Províncias Unidas iniciada por Guilherme de Orange em 1688 e, astutamente, manteve a virtual neutralidade da Suécia durante a Guerra da Grande Aliança (1689-97).
Apesar da Dinamarca e Suécia terem cooperado durante a guerra para proteger a navegação de mercadorias de ambos, Carlos provocou uma guerra contra a Dinamarca em 1689 quando ele não suportou mais as exigências do duque de Holsácia-Gottorp em Eslésvico-Holsácia. Pouco tempo antes de sua morte, Carlos organizou, pela continuação de seus laços dinásticos com a Casa de Holsácia-Gottorp, e serviu, apesar do pequeno poder efetivo, em seu papel de mediador no Tratado de Rajswijk (1697), que finalizou a Guerra da Grande Aliança.
Carlos XI recebeu uma educação limitada, mas formal. Tímido na juventude e impaciente na maturidade, ele mostrou-se astuto e decisivo quando deveria resolver problemas políticos e era muito ligado à religião, que dominou sua vida. Era devotado à sua esposa e aos seus sete filhos, supervisionando cuidadosamente a educação de seu único filho sobrevivente, o futuro Carlos XII. Com a morte da esposa, em 1693, entrou em profunda depressão, morrendo quatro anos depois de câncer estomacal.